# Deportivo Cuenca
Der Club Deportivo Cuenca ist ein Sportverein aus der Stadt Cuenca in Ecuador. Er wurde 1971 gegründet. Die erste Fußballmannschaft spielt in der Serie A, der ersten ecuadorianischen Liga. Sie wurde 2004 zum ersten Mal ecuadorianischer Meister und bislang insgesamt fünfmal Vizemeister.

## Geschichte
In den 1970er Jahren konnte der Verein erste Erfolge feiern, wurde zweimal Vizemeister und nahm an der Copa Libertadores 1976 und 1977 teil, ohne dort aber die Gruppenphase überstehen zu können. Auf weitere Erfolge musste der Verein bis 2004 warten. Deportivo Cuenca wurde als erst zweiter Verein, der nicht in Quito oder Guayaquil beheimatet ist, ecuadorianischer Meister. Seit der Meisterschaft 2004 spielt der Verein regelmäßig um die oberen Plätze mit und wurde noch dreimal Vizemeister. Mit den Erfolgen in der heimischen Liga gingen auch mehrere Teilnahmen an der Copa Libertadores einher. In der Spielzeit 2009 konnte Cuenca zum ersten Mal in das Achtelfinale einziehen.

## Stadion
Deportivo Cuenca trägt seine Heimspiele im Stadion Estadio Alejandro Serrano Aguilar aus, das 1945 errichtet wurde und 1971 zur Gründung des Vereins umgebaut wurde und nach dem damaligen Bürgermeister und Präsidenten des Vereins Alejandro Serrano Aguilar benannt wurde.

## Erfolge
- Meister der Serie A: 2004
- Meister der Serie B: 1972-E2, 1995
- Vizemeister der Serie A: 1975, 1976, 2005-C, 2007, 2009
- Vizemeister der Serie B: 1980-E2, 2001
- Teilnahme an der Copa Libertadores: 7×

1976: 1. Gruppenphase
1977: 1. Gruppenphase
2005: Gruppenphase
2006: Qualifikationsrunde
2008: Gruppenphase
2009: Achtelfinale
2010: Gruppenphase
- Teilnahme an der Copa Sudamericana: 2×

2017: 1. Runde
2018: Achtelfinale
- Teilnahme an der Copa Conmebol: 1×

1999: 1. Runde

## Trainer
- Gabriel Cosenza (2016)[2]
- Aníbal Biggeri (2017–2018)[3]
- Luis Soler (2019–)